# Nicrophorus humator
Nicrophorus humator là một loài bọ cánh cứng trong họ Silphidae được miêu tả bởi Gleditsch in 1767. A fossil dating around 10,500 years was được mô tả năm 1962 by Pearson.

## Hình ảnh

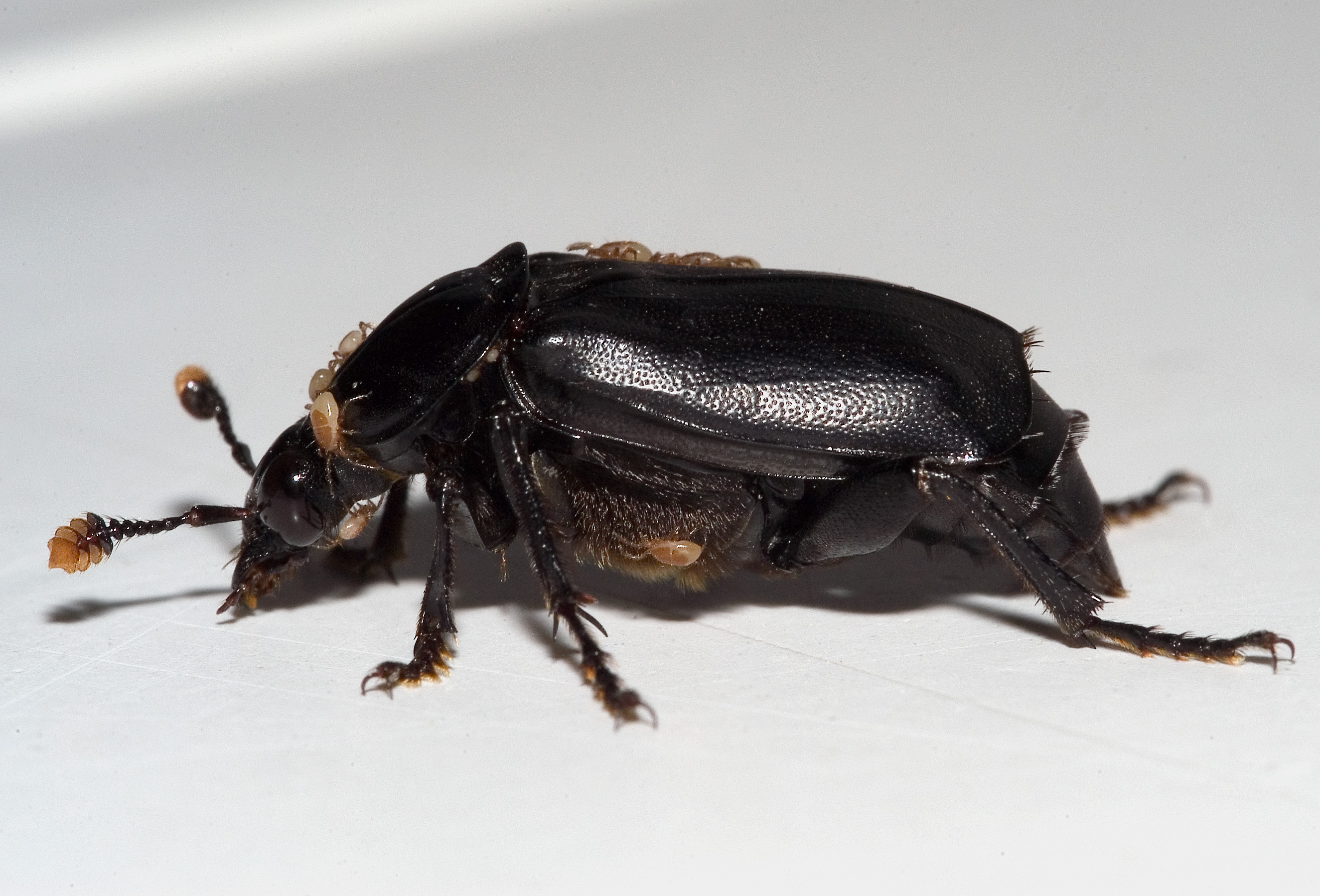
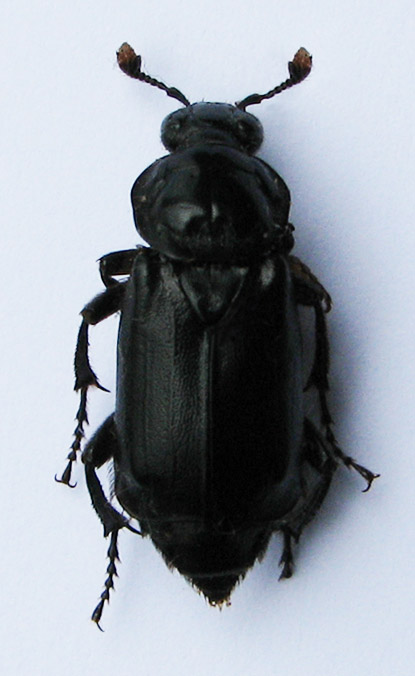
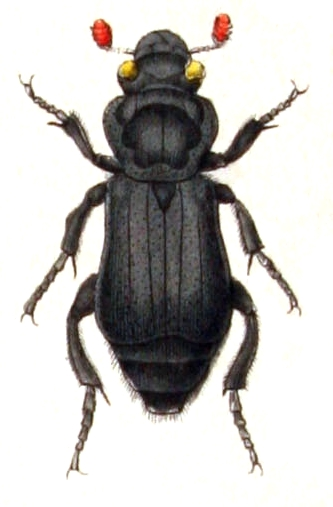
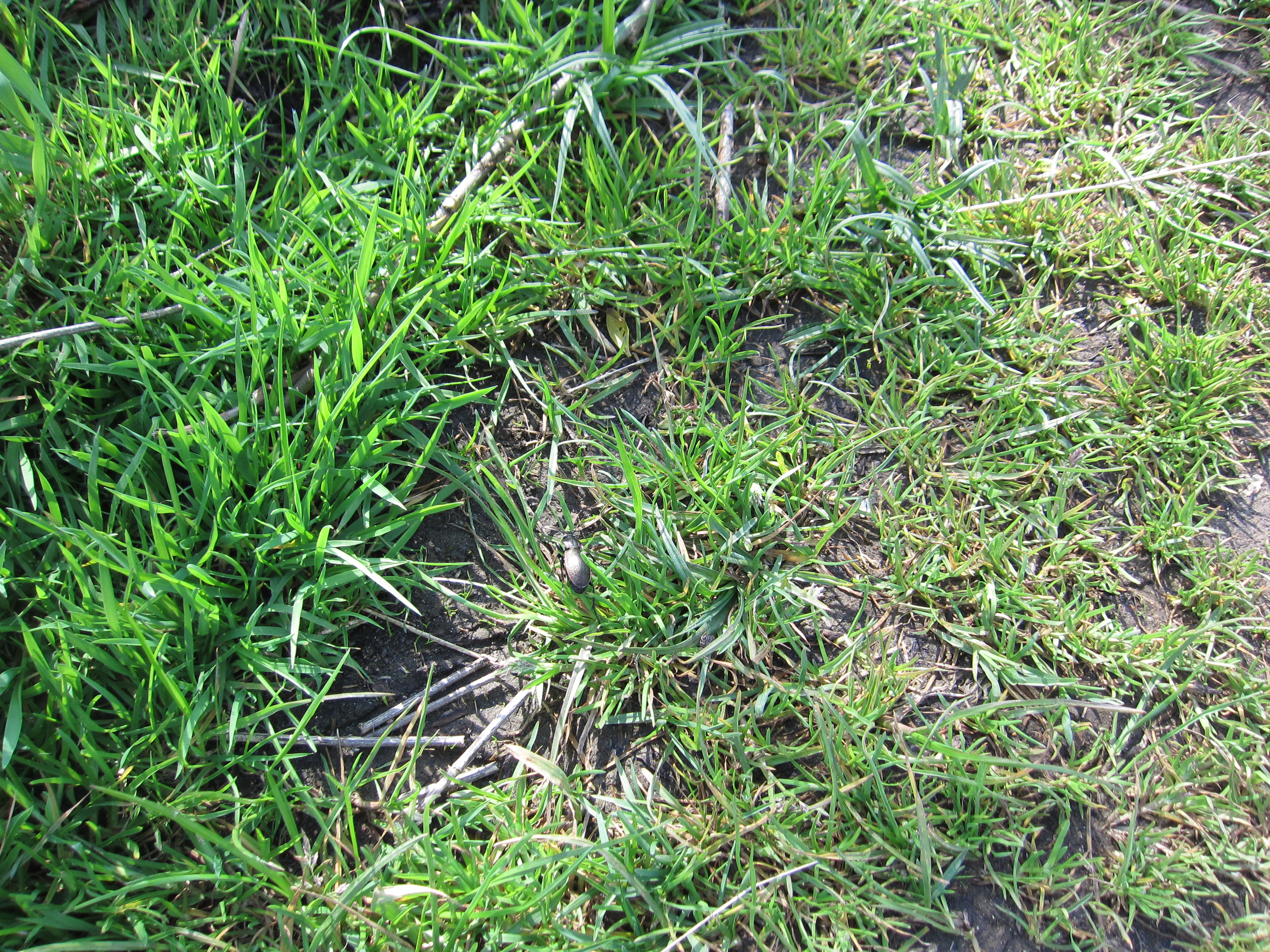